# Antonio Kuschnir
Antonio Kuschnir (Rio de Janeiro, 26 de fevereiro de 2001), é um pintor e escultor Brasileiro radicado no Rio de Janeiro. Considerado um dos jovens artistas mais promissores da nova geração, foi o artista mais jovem a ocupar o salão principal do MAC Niterói. Suas obras em um estilo influenciado por Matisse e Picasso retratam a pós-modernidade, a complexidade das relações humanas, ansiedade, amor, gozo e poder.

## Vida e obra
Antonio Kuschnir Castro nasceu em 26 de fevereiro de 2001 na capital do estado do Rio de Janeiro, filho de Karina Kuschnir. Iniciou sua carreira aos 6 anos, na escola de artes visuais – Parque Lage, onde também realizou sua primeira exposição coletiva. Obteve a 1.ª colocação no vestibular de história da arte na UERJ e pintura na UFRJ, onde atualmente estuda.
Por meio de suas pinturas, Kuschnir visa criar espaços pictóricos que exploram as contradições entre realidade e ficção. Seu trabalho se baseia na história da arte e funde cosmologias pessoais e coletivas, resultando em imagens vibrantes e atraentes.[carece de fontes?]

## Carreira
Em 2019 realizou sua primeira exposição individual na galeria Macunaíma, espaço de produção artística da escola de belas artes da UFRJ. Ano em que passou a ser representado por Victor Valery e a integrar o selo Vandl Art até 2024.
Entre 2020 e 2022 sua exposição individual “Choro” circulou por São Paulo, na galeria B_arco, e no MAC Niterói, sendo o artista mais jovem a ocupar o salão principal do museu.
Entre 2021 e 2024, realizou exposições em diversas cidades brasileiras.[carece de fontes?]
Em 2025 realizou uma exposição individual em Palma de Mallorca, na Galeria Baró, denominada “Dónde florece lo salvaje”.  Em junho do mesmo ano, inaugurou a mostra indivual “O Canto do Rio” na ABC Gallery, em Génova, na Itália.
Suas obras integram os acervos do Museu de Arte Contemporânea de Niterói, do Centro Cultural da Diversidade de São Paulo e da Coleção Presidencial do Brasil.[carece de fontes?]

## Estilo
Suas pinturas têm como influências a Vanguarda Modernista Europeia. Artistas como Manet, Matisse e Picasso, a pintura e literatura modernistas brasileiras de Portinari e Oswald de Andrade, a mitologia grega e pintores clássicos, como Delacroix.